# Зюмер Бютюкі
Зюмер Бютюкі (алб. Zymer Bytyqi, нар. 11 вересня 1996, Сінт-Трейден) — норвезький та косовський футболіст, нападник болгарського клубу ЦСКА (Софія).
Виступав, зокрема, за клуб «Вікінг», а також національну збірну Косова.
Володар Кубка Норвегії.

## Клубна кар'єра
Народився 11 вересня 1996 року в місті Сінт-Трейден. 
У дорослому футболі дебютував 2012 року виступами за команду «Саннес Ульф», у якій того року взяв участь у 5 матчах чемпіонату. 
Згодом з 2013 по 2014 рік грав у складі команд «Ред Булл» та «Саннес Ульф».
Своєю грою за останню команду привернув увагу представників тренерського штабу клубу «Вікінг», до складу якого приєднався 2015 року. Відіграв за команду зі Ставангера наступні п'ять сезонів своєї ігрової кар'єри. Більшість часу, проведеного у складі «Вікінга», був основним гравцем атакувальної ланки команди.
Протягом 2021—2024 років захищав кольори клубів «Коньяспор», «Олімпіакос» та «Антальяспор».
До складу клубу ЦСКА (Софія) приєднався 2024 року. Станом на 29 квітня 2024 року відіграв за армійців з Софії 1 матч у національному чемпіонаті.

## Виступи за збірні
У 2011 році дебютував у складі юнацької збірної Норвегії (U-15), загалом на юнацькому рівні взяв участь у 44 іграх, відзначившись 7 забитими голами.
У 2015 році залучався до складу молодіжної збірної Норвегії. На молодіжному рівні зіграв в одному офіційному матчі.
У 2020 році дебютував в офіційних матчах у складі національної збірної Косова.
| Дата       | Місто                  | Господарі         | Результат | Гості             | Турнір                               | Голи | Примітки |
| ---------- | ---------------------- | ----------------- | --------- | ----------------- | ------------------------------------ | ---- | -------- |
| 12-1-2020  | Доха                   | Швеція            | 1 – 0     | Косово            | товариський матч                     | -    | 45'      |
| 1-6-2021   | Приштина               | Косово            | 4 – 1     | Сан-Марино        | товариський матч                     | -    | 70'      |
| 4-6-2021   | Клагенфурт-ам-Вертерзе | Мальта            | 1 – 2     | Косово            | товариський матч                     | -    | 61'      |
| 2-9-2021   | Тбілісі                | Грузія            | 0 – 1     | Косово            | Відбір до ЧС 2022                    | -    | 68'      |
| 5-9-2021   | Приштина               | Косово            | 1 – 1     | Греція            | Відбір до ЧС 2022                    | -    | 45'      |
| 8-9-2021   | Приштина               | Косово            | 0 – 2     | Іспанія           | Відбір до ЧС 2022                    | -    |          |
| 9-10-2021  | Стокгольм              | Швеція            | 3 – 0     | Косово            | Відбір до ЧС 2022                    | -    | 70'      |
| 12-10-2021 | Приштина               | Косово            | 1 – 2     | Грузія            | Відбір до ЧС 2022                    | -    | 74'      |
| 24-3-2022  | Приштина               | Косово            | 5 – 0     | Буркіна-Фасо      | товариський матч                     | -    | 72'      |
| 29-3-2022  | Цюрих                  | Швейцарія         | 1 – 1     | Косово            | товариський матч                     | -    | 68'      |
| 2-6-2022   | Ларнака                | Кіпр              | 0 – 2     | Косово            | Ліга націй УЄФА 2022-2023 - 1-й етап | -    | 86'      |
| 5-6-2022   | Приштина               | Косово            | 0 – 1     | Греція            | Ліга націй УЄФА 2022-2023 - 1-й етап | -    | 57'      |
| 9-6-2022   | Приштина               | Косово            | 3 – 2     | Північна Ірландія | Ліга націй УЄФА 2022-2023 - 1-й етап | 1    |          |
| 12-6-2022  | Волос                  | Греція            | 2 – 0     | Косово            | Ліга націй УЄФА 2022-2023 - 1-й етап | -    | 76'      |
| 24-9-2022  | Белфаст                | Північна Ірландія | 2 – 1     | Косово            | Ліга націй УЄФА 2022-2023 - 1-й етап | -    | 87'      |
| 27-9-2022  | Приштина               | Косово            | 5 – 1     | Кіпр              | Ліга націй УЄФА 2022-2023 - 1-й етап | -    | 64'      |
| 12-10-2023 | Андорра-ла-Велья       | Андорра           | 0 – 3     | Косово            | Відбір до ЧЄ 2024                    | -    | 46'      |
| 12-11-2023 | Приштина               | Косово            | 1 – 0     | Ізраїль           | Відбір до ЧЄ 2024                    | -    | 46'      |
| 18-11-2023 | Базель                 | Швейцарія         | 1 – 1     | Косово            | Відбір до ЧЄ 2024                    | -    | 16' 46'  |
| 21-11-2023 | Приштина               | Косово            | 0 – 1     | Білорусь          | Відбір до ЧЄ 2024                    | -    | 46'      |
| 22-3-2024  | Єреван                 | Вірменія          | 0 – 1     | Косово            | товариський матч                     | -    | 68'      |
| 26-3-2024  | Будапешт               | Угорщина          | 2 – 0     | Косово            | товариський матч                     | -    | 64'      |
| Усього     |                        | Матчів            | 22        |                   | Голів                                | 1    |          |

## Титули і досягнення
- Володар Кубка Норвегії (1):

«Вікінг»: 2019